# Bugandita bisignata
Bugandita bisignata är en fjärilsart som beskrevs av Sergius G. Kiriakoff 1965. Bugandita bisignata ingår i släktet Bugandita och familjen tandspinnare. Inga underarter finns listade i Catalogue of Life.